# Ју Ес Банк Тауер
Ју Ес Банк Тауер (енгл. U.S. Bank Tower) је седми највиши облакодер у САД и највиша зграда западно од Чикага.
Налази се у Лос Анђелесу у Калифорнији. Зграда је висока 310 метара и има 73 спрата, са два подземна паркинга.
Његова изградња је започела 1987. године а завршена је 1990. године. Архитекта је био Хенри Н. Коб. Коштала је 350 милиона долара.